# Planta desaladora Norte
La planta desaladora Norte es una planta de desalinización de agua de mar instalada en la Comuna de Antofagasta, Región de Antofagasta, Chile, que abastece con 1629 l/s a las ciudades de Antofagasta y Mejillones.
No confundir con ela Proyecto suministro de agua desalinizada Distrito Norte ubicado al sur de Tocopilla y abastecerá con agua de uso industrial a las minas de CODELCO.

## Ubicación
La planta está ubicada en el borde costero al norte de la ciudad puerto de Antofagasta.

## Función
La primera planta (Ex Planta Desaladora La Chimba) producía 602 l/s para 222.450 usuarios; a partir de 2014 aumenta a 850 l/s abasteciendo a un total de 302.920 usuarios y en 2020 tenía una capacidad instalada de 1071 l/s lo que permitía abastecer a 321.059 usuarios de Antofagasta y Mejillones. Finalmente, a partir de 2023 suministra 1629 l/s, colocando a Antofagasta como la primera ciudad latinoamericana de más de 100.000 habitantes abastecida plenamente con agua desalinizada.: 1 

## Población, economía y ecología
El agua desalada se produce en las cuencas costeras entre río Loa y quebrada de Caracoles.